# Hatebreed
Hatebreed je americká hardcore kapela z Bridgeportu v Connecticutu založená v roce 1994. Hatebreed je prominentní kapela metalové scény a patří mezi průkopníky žánru metalcore. Členové jsou vokalista Jamey Jasta, kytaristé Frank Novinec a Wayne Lozinak, baskytarista Chris Beattie a bubeník Matt Byrne.

## Diskografie

### Studiová alba
- Satisfaction Is the Death of Desire (1997)
- Perseverance (2002)
- The Rise of Brutality (2003)
- Supremacy (2006)
- For the Lions (2009; kompilace coverů)
- Hatebreed (2009)
- The Divinity of Purpose (2013)
- The Concrete Confessional (2016)

## Členové
Nynější
- Jamey Jasta – zpěv (1994–dosud)
- Chris Beattie – baskytara (1994–dosud)
- Matt Byrne – bicí (2001–dosud)
- Frank Novinec – kytara (2006–dosud)
- Wayne Lozinak – kytara (1994–1996, 2009–dosud)

Hatebreed v roce 2018
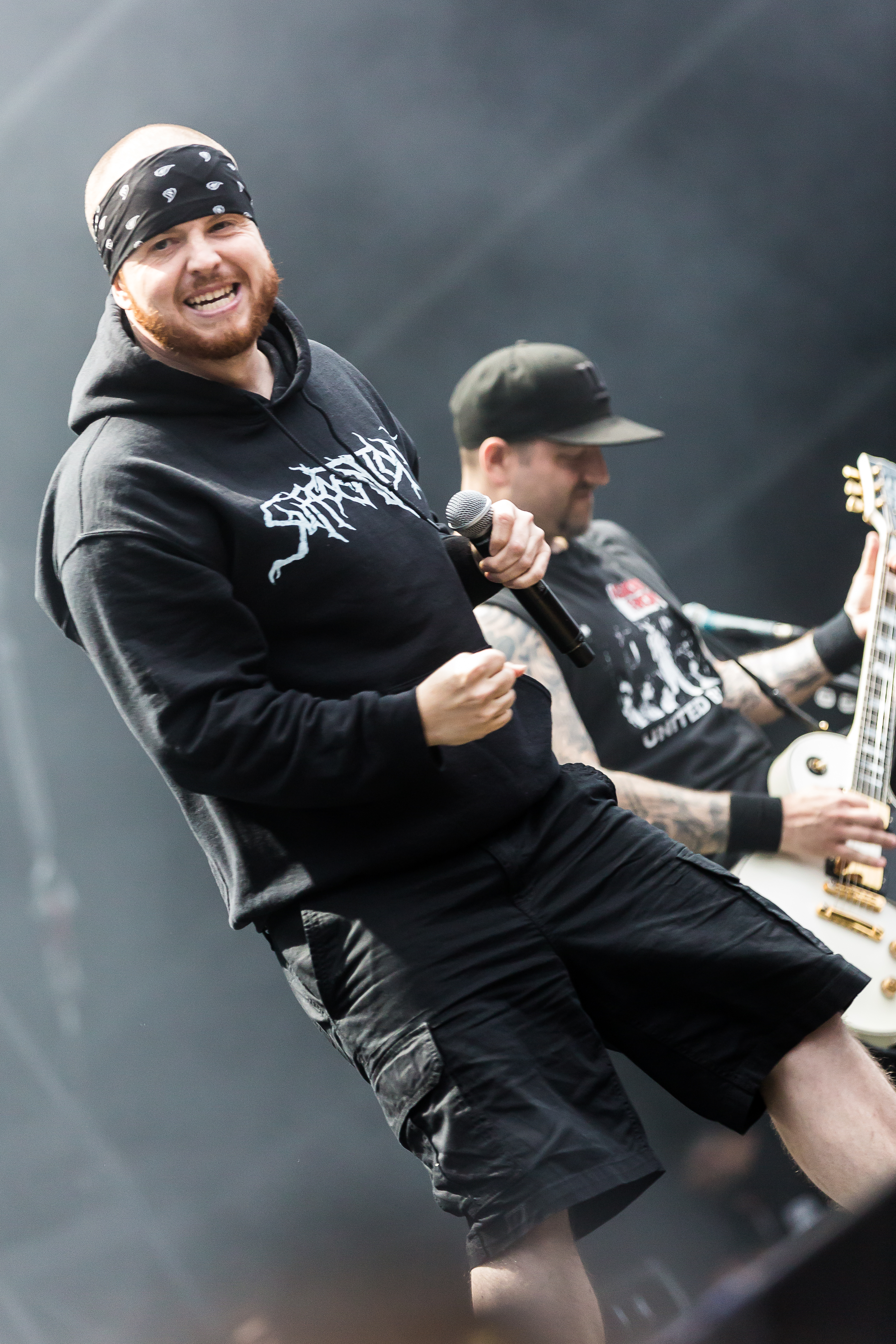
Jamey Jasta
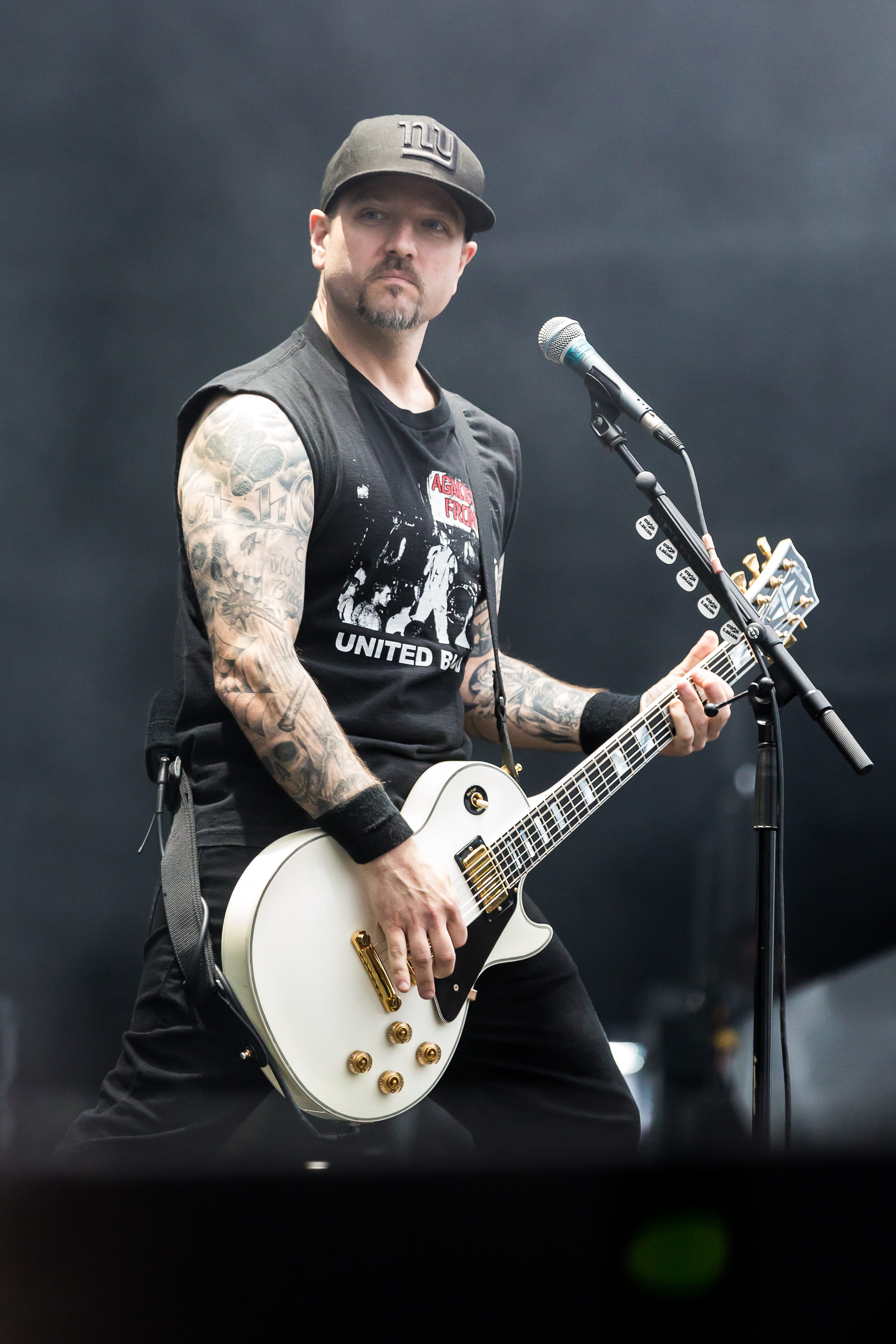
Wayne Lozinak
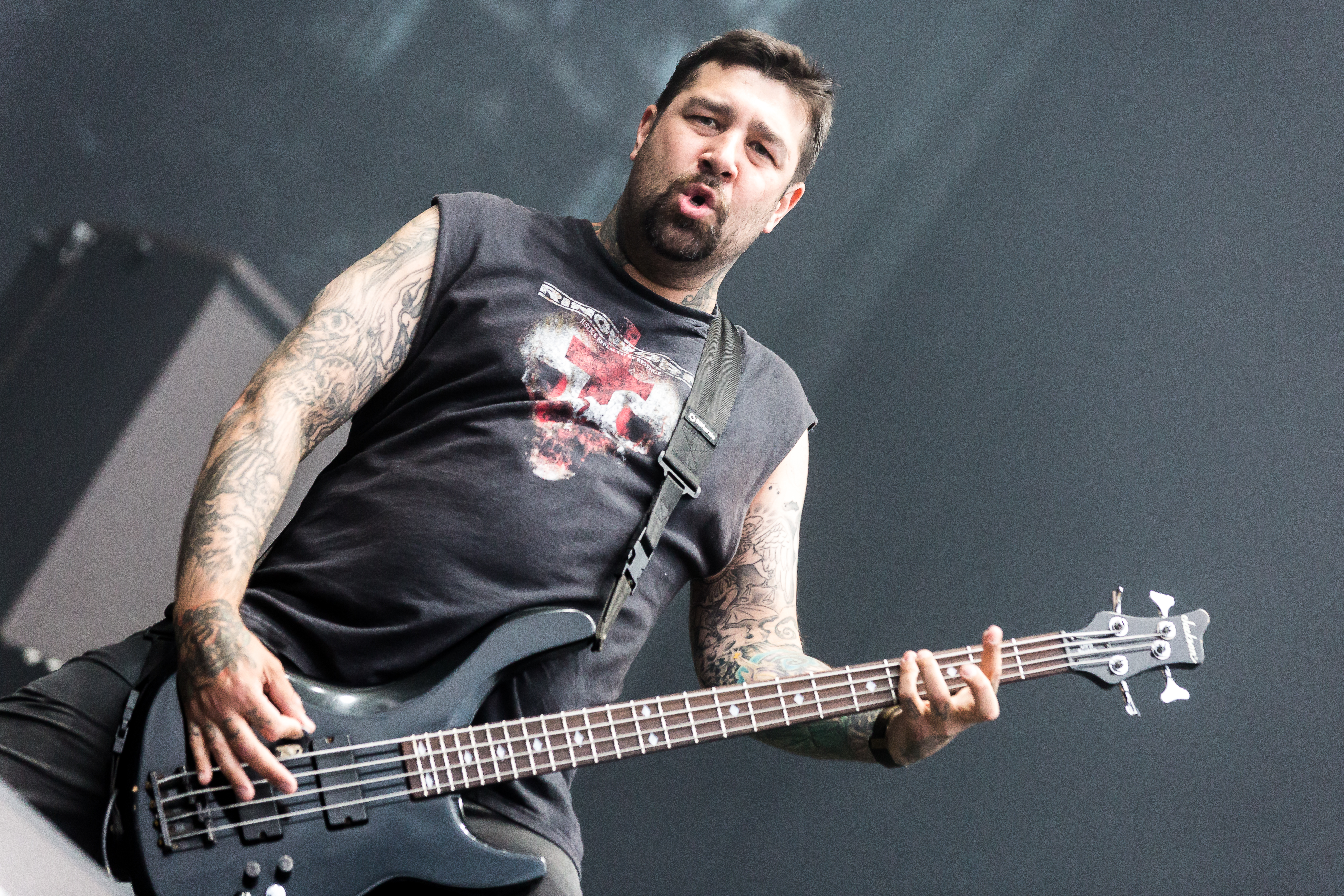
Chris Beattie
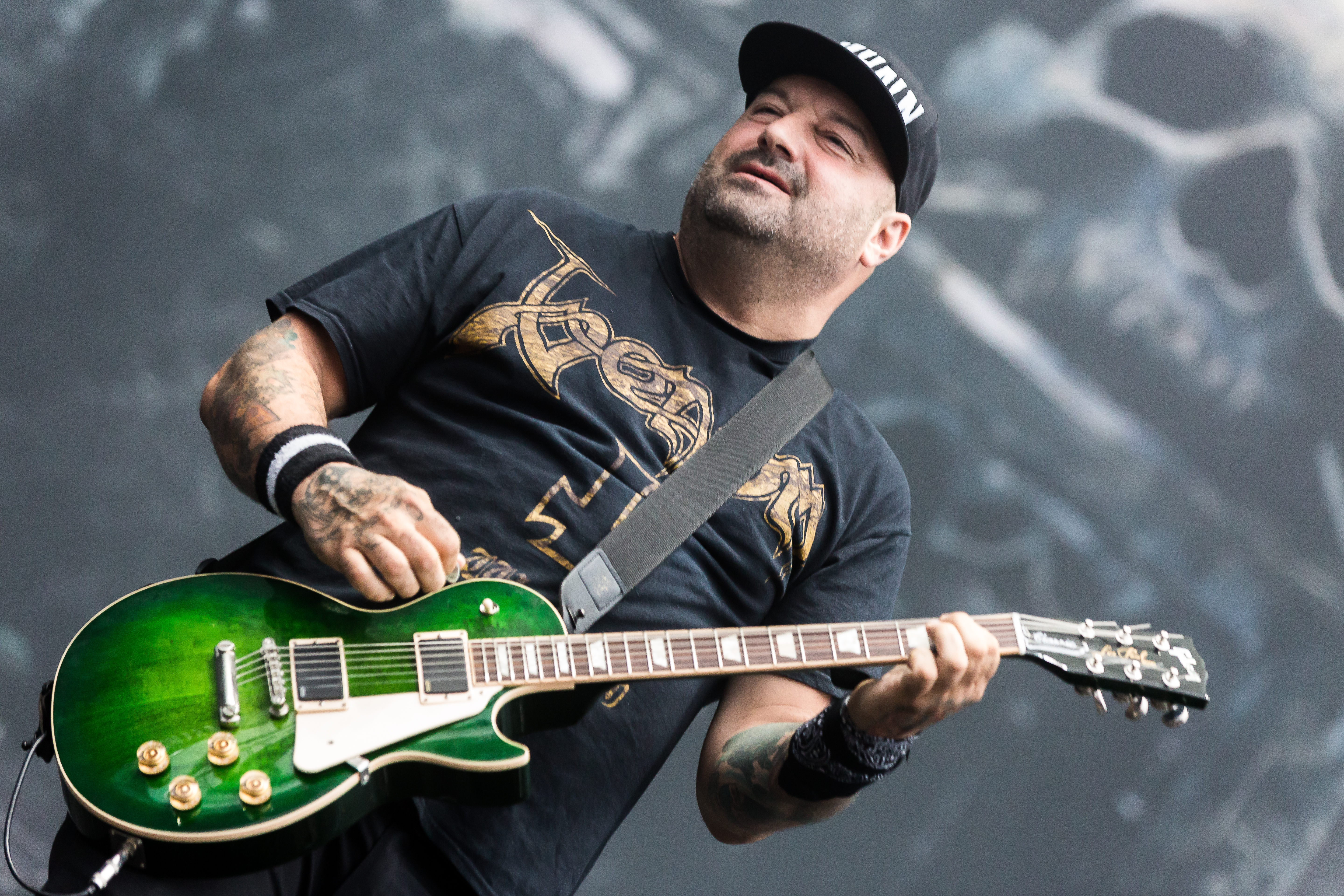
Frank Novinec
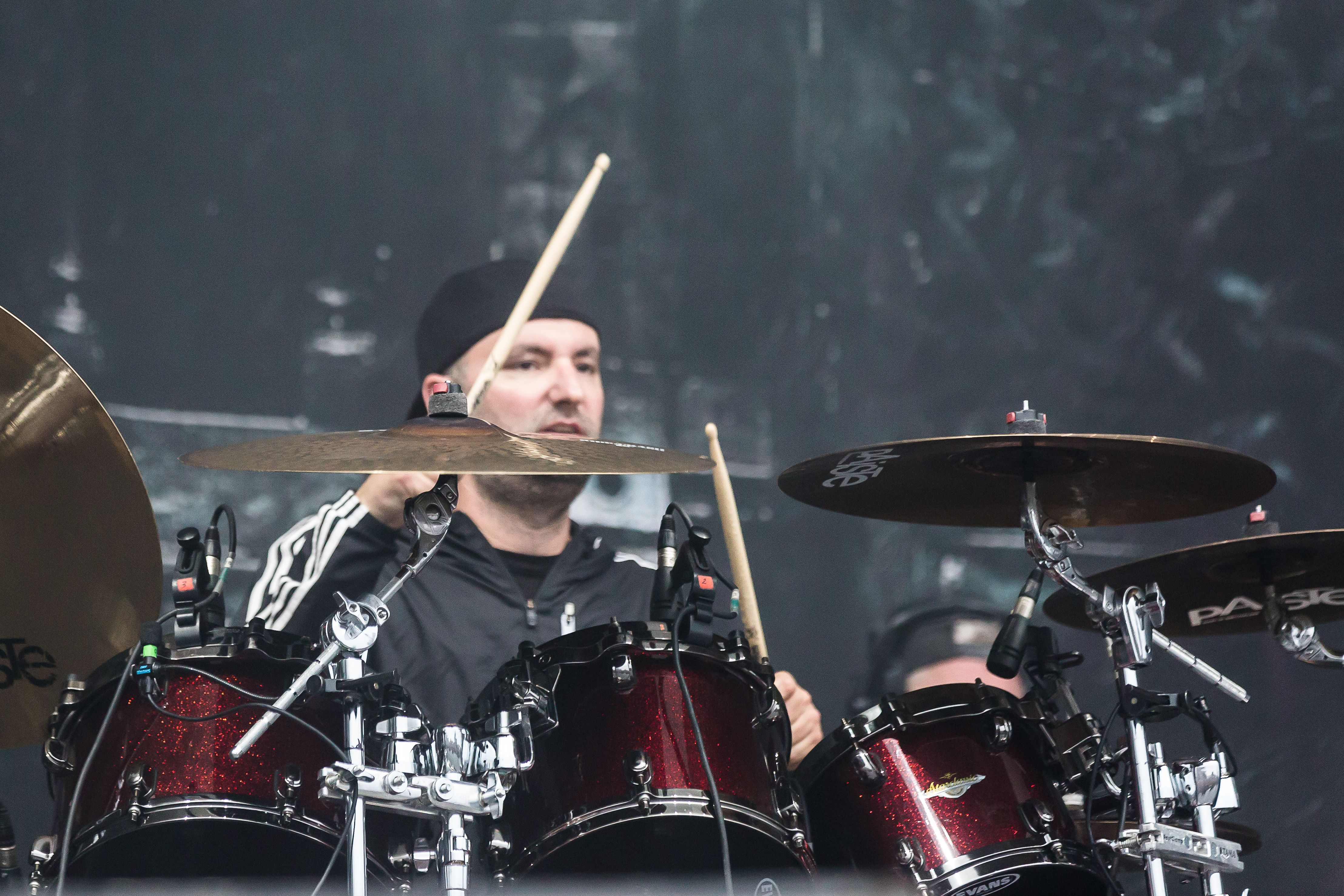
Matt Byrne